# Дубровне (Мамлютський район)
Дубро́вне (каз. Дубровное) — село у складі Мамлютського району Північноказахстанської області Казахстану. Адміністративний центр Дубровинського сільського округу.
Населення — 690 осіб (2021; 781 у 2009, 1096 у 1999, 1303 у 1989).
Національний склад станом на 1989 рік:
- росіяни — 76 %.